# میخائیلوفکا (شهرستان ینوتایفسکی، استان آستراخان)
میخائیلوفکا (به لاتین: Mikhaylovka) یک منطقهٔ مسکونی در روسیه است که در استان آستراخان واقع شده‌است.